# Карантин (фильм, 2008)
«Карантин» (англ. Quarantine) — американский ремейк 2008 года испанского фильма ужасов «Репортаж», снятый режиссёром Джоном Э. Даудлом. Картина снята в стилистике документального репортажа журналистов с телевидения о ночной смене пожарной бригады. «Карантин» повествует о происшествии в одном из домов, жители которого оказались заражены опасным вирусом, напоминающим бешенство. Изначально фильму был дан рейтинг «NC-17», однако в итоге был получен «R».
В США фильм собрал 31 691 811 $, в других странах — 9 628 095 $, что в общей сложности составило 41 319 906 $. В России и СНГ, премьера фильма планировалась на 4 декабря, но от проката фильма отказались и в 2009 году он был выпущен на DVD.

## Сюжет
Телерепортёру Анджеле Вайдел и её оператору Скотту Персивалю поручено снять репортаж о ночной смене пожарных. На месте они знакомятся со своими сопровождающими: пожарными Джейком и его напарником Джорджем Флетчером и ожидают, когда пожарные бросятся на вызов помощи. Наконец, в пожарную часть поступил вызов: "старушка на верхнем этаже старого дома постоянно кричит". Пожарная бригада в лице двух пожарных, телерепортёра и оператора выезжают на вызов. Приехав, пожарные встречают в доме двух прибывших полицейских — Денни Виленски и Джеймса Маккриди.
Оказалось, что со старушкой происходит что-то очень странное. Она кидается на людей и пытается их укусить. Когда пожарные и полицейские пытались успокоить старушку — миссис Эспиносу, она кусает Джеймса. Далее оказалось, что все выходы на улицу заблокированы, дом оцеплен биологами и полицией. Объявлен карантин. В следующий момент укусили и сбросили с верхнего этажа и одного из пожарных — помощника Джейка. Среди жильцов был ветеринар. Он определил, что у всех укушенных налицо симптомы чрезвычайно быстро развивающегося бешенства. После чего укушенные стали бросаться на пока ещё живых людей. Через некоторое время в дом послали двух людей в спецкостюмах, которые рассказали им, что несколько дней назад собака одного из жильцов дома заразилась непонятным вирусом и начала кусать других животных. Количество инфицированных жителей дома стремительно увеличивается, выход на свободу отрезан, и шансы выйти из проклятого дома постепенно уменьшаются...
Следующей заболевшей становится Бриана, которая кусает свою мать. Бриана вырывается из рук матери и убегает на верхний этаж дома, в одну из квартир, где заражает укусом пытавшегося её успокоить и привести в чувства полицейского Дэнни. Снизу стали прорываться заражённые. Анджела, Скотт, доктор и уцелевшие жильцы дома, бросив укушенную дочерью, пристёгнутую к перилам лестницы Кэти, закрываются в квартире на верхнем этаже дома. Бернарда, пытавшегося выбраться наружу через окно, убивает снайпер, следивший из противоположного здания. Юрий сообщает остальным о том, что в подвале дома есть дренажный сток, который выходит в канализацию, а ключ от подвала находится в его квартире. Следующими жертвами вируса становятся: доктор, Сэди, Юрий и его жена Ванда. Джейк, Анжела и Скотт убегают из квартиры.
Джейк и Анджела спускаются на нижний этаж дома. По почтовому ящику они определяют квартиру Юрия Иванова. Пройдя через большое количество заражённых, они попадают в квартиру Юрия. В письменном столе Анджела находит связку ключей. Они принимают решение спустится в подвал. Но на выходе из квартиры на Джейка нападает и кусает заражённый Юрий. Заражённые заставляют Анджелу и Скотта вместо подвала подняться на верхний этаж дома. Подобрав нужный ключ, Анджела и Скотт попадают в запертую квартиру, в которой обнаруживают тайную лабораторию и пустые клетки для подопытных животных. Из газетных вырезок на стене они выясняют, что хозяин квартиры проник на военную биолабораторию и выкрал секретный вирус бешенства. На их глазах в другой комнате квартиры открывается люк, ведущий на чердак. Скотт поднимает вверх свою камеру, чтобы заснять, что находится на чердаке. Попавший в объектив, находящийся на чердаке заражённый мальчик ударил по камере, повредив её.
Скотт включает на камере прибор ночного видения. В квартире были слышны чьи-то приближающиеся шаги. В одной комнате с ними находился тощий заражённый человек, который что-то искал, не видя их. Пока заражённый не обнаружил их присутствие, Скотт и Анджела решают незаметно покинуть квартиру. Но Скотт неосторожно роняет свою камеру на пол и заражённый человек нападает на него. Анджела поднимает упавшую камеру и в объективе видит над телом Скотта заражённого человека, который поедал его. Заражённый, увидев в комнате Анджелу, нападает на неё и она роняет камеру на пол. Лежащая на полу Анджела попадает в объектив камеры. Спустя мгновение девушку тащат за ноги в темноту.

## В ролях
| Актёр               | Роль                     |
| ------------------- | ------------------------ |
| Дженнифер Карпентер | Анджела Вайдел           |
| Стив Харрис         | Скотт Персиваль          |
| Джей Эрнандес       | Джейк                    |
| Дания Рамирес       | Сэди                     |
| Раде Шербеджия      | Юрий Иванов              |
| Элейн Каган         | Ванда Маримон            |
| Грэг Германн        | Лоуренс                  |
| Бернард Уайт        | Бернард                  |
| Коламбус Шорт       | офицер Дэнни Виленски    |
| Джонатон Шек        | Джордж Флетчер           |
| Шэрон Фергюсон      | Джахир                   |
| Джермен Джексон     | Надиф                    |
| Марин Хинкль        | Кэти                     |
| Джой Кинг           | Брайан                   |
| Денис О’Хэр         | Рэнди                    |
| Дженни Эппер        | миссис Эспиноса          |
| Эндрю Фисцелла      | офицер Джеймс Маккриди   |
| Джоуи Кинг          | Бриана                   |
| Даг Джонс           | худой заражённый мужчина |

## Отличия от оригинала
Фильм представляет собой покадровый ремейк испанского «Репортажа», поэтому, помимо перенесения действия в Лос-Анджелес, изменения сюжета минимальны. В американском фильме, в частности:
- введены сцены с бешеной собакой и лифтом (который в доме, показанном в испанском фильме, отсутствовал);
- в Репортаже, мать говорит, что у её дочери ангина, в то время как в Карантине говорится что у неё бронхит.
- также введена сцена, где оператор до смерти забил заражённую камерой, но несмотря на это, последняя исправно работала на протяжении оставшейся части фильма.
- изменено происхождение вируса: попав в комнату наверху, Анджела и оператор узнают, что там жил член апокалиптической секты, похитившей смертельный вирус из военной лаборатории;
- иностранная пара, представленная в американской версии африканцами, не владеющими английским, в оригинальной версии — японцы, всё-таки способные не только изъясняться по-испански, но и давать интервью;
- магнитофонная запись в конце фильма, в отличие от испанской, ничего не объясняет — плёнка вращается слишком медленно (видимо, подразумевалось, что, в отключённом от электроснабжения здании, магнитофон работал на почти севших батарейках и разобрать ничего невозможно).